# Саля (приток Лозы)
Са́ля — река в Удмуртии, левый приток Лозы в бассейне Камы. Протекает по Красногорскому и Игринскому районам Удмуртии. Длина реки — 44 км, площадь водосборного бассейна — 375 км².
Исток расположен в 1 км к северо-востоку от села Малягурт. Генеральное направление течения — восток и юго-восток. Большая часть течения проходит по ненаселённому лесному массиву среди холмов Красногорской возвышенности, русло сильно извилистое. Впадает в Лозу на северо-восточных окраинах посёлка Игра. Ширина реки у устья — 30 метров, скорость течения 0,2 м/с.
Основные притоки: Мура (6,2 км от устья по правому берегу), Сюрзя (22 км от устья по правому берегу).

## Данные водного реестра
По данным государственного водного реестра России относится к Камскому бассейновому округу, водохозяйственный участок реки — Чепца от истока до устья, речной подбассейн реки Вятка. Речной бассейн реки — Кама.
Код объекта в государственном водном реестре — 10010300112111100032691.